# Kirena
Kirena (starogrško Κυρήνη, latinizirano: Kyrēnē) je bilo starogrško in pozneje rimsko mesto blizu današnjega Šahhata v Libiji. Bilo je najstarejše in najpomembnejše od petih grških mest v regiji. Vzhodni Libiji je dalo klasično ime Cirenajka, ki ga je ohranila do sodobnega časa. V bližini je starodavna nekropola Kirena.
Kirena leži v bujni dolini na višavju Jebel Akhdar. Mesto je dobilo ime po izviru Kyre, ki so ga Grki posvetili Apolonu. Bil je tudi sedež Kirenajkov, znamenite filozofske šole v 4. stoletju pred našim štetjem, ki jo je ustanovil Aristip, Sokratov učenec.

## Zgodovina

### Povzetek ustanovitve Kirene, kot jo je povedal Herodot
Grin, sin Aesanija, potomec Theras in kralj otoka Thera, je obiskal Pitijo v oraklju v Delphih in ji daroval hekatombo za različne zadeve. Pitija mu je dala nasvet, da ustanovi novo mesto v Libiji.
Veliko let je minilo in nasveti niso bili upoštevani, Thera pa je podlegla grozni suši in vsi posevki in drevesa so propadli. Ponovno so šli v Delfe in bili opomnjeni, da je Pitija že pred leti rekla, da se bodo nastanila v deželi Libiji, tokrat pa je izrecno rekla, naj ustanovi naselje v deželi Kirena.
Ne vedoč, kako priti do Libije, so poslali sla na Kreto, da bi našli nekoga, ki bi jih vodil na njihovo pot. Našli so prodajalca v vijoličnih barvah z imenom Corobij. Nekoč je potoval na otok čez Libijo, imenovano Platea [ali Plataea, sodobni Jazirat Barda`ah]. Grin in Corobij sta priplula do Platee. Ko sta dosegla cilj so pustili Corobija z večmesečnimi zalogami in Grin se je odpravil nazaj v Thero, da bi zbral moške, ki bi naselili novoustanovljeno kolonijo. Po dveh letih naseljevanja so imeli malo uspeha in so se vrnili k Pitiji, da bi dobili nasvet. Pitija je ponovila nasvet. Tako so se preselili v kraj, imenovan Aziris. Tam so bivali šest let in bili zelo uspešni, dokler Libijci niso obiskali naselja Aziris in prepričali prebivalce, da se premaknejo v notranjost. Preselili so se in se naselili v to, kar je zdaj Kirena. V tistem času je bil kralj Battus, ki je vladal 40 let, dokler ni oblasti prenesel na sina Arcesila, ki je vladal 16 let, ne da bi se prebivalstvo bistveno spremenilo, dokler preročišče tretjemu kralju, Battusu II., ni reklo pripeljali nove grške državljane. S tem širjenjem so Libijci izgubili veliko zemlje okoli Kirene.

### Grško obdobje
Po grški tradiciji je bila Kirena ustanovljena leta 631 pr. n. št. kot naselje Grkov z otoka Tera, ki ga je tradicionalno vodil Battus I., na mestu 16 kilometrov od pripadajočega pristanišča Apolonij (Marsa Sousa). Tradicionalne podrobnosti o ustanovitvi mesta so vsebovane v Herodotovih Zgodovinah IV. Kirena je takoj postala glavno mesto Libije in vzpostavila trgovinske odnose z vsemi grškimi mesti in dosegla vrhunec svoje blaginje pod kralji v 5. stoletju pred našim štetjem. Kmalu po letu 460 pr. n. št. je postala republika. Leta 413 pr. n. št. so med peloponeško vojno Kireno oskrbelw špartanske sile z dvema triremama in piloti. Po smrti Aleksandra Velikega (323 pr. n. št.) je Kirenska republika postala podrejena rodbini Ptolemajev.
Ophell, general, ki je mesto zasedel v imenu Ptolemaja I. Sotra, je mestu vladal skoraj samostojno vse do svoje smrti, ko je Ptolemajev zet Magas dobil oblast nad ozemljem. Leta 276 pr. n. št. se je Magas okronal za kralja in razglasil de facto neodvisnost ter se poročil s hčerko selevkidskega cesarja in z njim sklenil zavezništvo, da bi napadel Ptolemajsko kraljestvo.
Invazija je bila neuspešna in leta 250 pr. n. št. se je po Magasovi smrti mesto ponovno združilo v Ptolemajski Egipt. Cirenajka je postala del Ptolemajskega kraljestva, ki so jo nadzorovali iz Aleksandrije, in je postala rimsko ozemlje leta 96 pr. n. št., ko je Ptolemaj Apion zasedel Cirenajko za Rim. Leta 74 pr. n. št. se je ozemlje formalno preoblikovalo v rimsko provinco.

### Rimsko obdobje
Leta 74 pr. n. št. je bila Kirena ustanovljena kot rimska provinca. Judovski prebivalci so pod Ptolemajci uživali enake pravice, zdaj pa so jih vse bolj zatirali domači in številčnejši grški prebivalci. Napetosti so se zaostrile v uporu kirenskih Judov pod Vespazijanom (73 n. št., prva judovsko-rimska vojna) in zlasti Trajanom (117 n. št., Kitosova vojna). Marcij Turbon je ta upor zatrl, toda še preden so judovski uporniki brutalno pobili ogromno civilistov. Po besedah Evzebija Cezarejskega je judovski upor Libijo pustil tako zelo  depopulirano, da je nekaj let pozneje tam moral cesar Hadrijan ustanoviti nove kolonije samo zato, da je ohranil nadaljevanje naselitve.
Plutarh v svojem delu De mulierum virtutibus ('O krepostih žensk') opisuje, kako je kirenskega tirana Nicocrata, okoli leta 50 pr. n. št. odstavila njegova žena Aretafila iz Kirene.
Tu so leta 1913 italijanski vojaki odkrili znamenito Kirensko Venero, brezglavi kip iz marmorja, ki predstavlja boginjo Venero, rimsko kopijo grškega izvirnika. Prepeljali so ga v Rim, kjer je ostal do leta 2008, ko so ga vrnili v Libijo. Kapitan Robert Murdoch Smith in poveljnik Edwin A. Porcher sta sredi 19. stoletja v Kireni izkopala veliko rimskih skulptur in napisov in jih je danes mogoče videti v Britanskem muzeju. To je kirenski Apolon in edinstvena bronasta glava afriškega človeka.

### Krščanstvo
Krščanstvo slovi od samega začetka, da je povezano s Kireno. Vsi trije sinoptični evangeliji omenjajo Simona iz Kirene, kot da je bil prisiljen pomagati nositi Jezusov križ. V Delih apostolov se omenjajo ljudje iz Kirene, ki so bili v Jeruzalemu na dan binkošti. Po izročilu koptske pravoslavne cerkve je bil njen ustanovitelj sveti Marko po rodu iz Kirene in je posvečen za prvega kirenskega škofa. Rimska martirologija omenja pod 4. julijem tradicijo, da so pri Dioklecijanovem preganjanju cesarjevemu škofu Teodorju iz Kirene izrezali jezik. V prejšnjih izdajah Martirologije je bilo omenjeno, kaj je lahko ista oseba tudi pod 26. marcem 67. Sinezijevo pismo pripoveduje o nepravilnem episkopskem posvečenju, ki ga je opravil kirenski škof Filo, ki ga je izrekel Atanaziju. V istem pismu je omenjeno, da je nečak tega Fila, ki je nosil isto ime, tudi postal kirenski škof. Čeprav je Kirena do takrat propadla, je bil kirenski škof Rufus na roparskem koncilu v Efezu leta 449. In v času grškega patriarha Eulogija (580–607) je bil še kirenski škof, po imenu Leoncij.
Kirenska cerkev danes ni več naslovna škofija, ki jo katoliška cerkev označuje kot titularno. Grška pravoslavna cerkev je to obravnavala tudi kot titularno.

### Zaton
Glavni izvoz Kirene v večjem delu zgodnje zgodovine je bil zdravilno zelišče Silphium (koromačnica), ki se je uporabljala kot sredstvo za prekinitev nosečnosti; zelišče je bilo prikazano na večini kirenskih kovancev. Silfium je bil tako uporaben, da so ga skoraj iztrebili. To, v povezavi s tržno konkurenco iz Kartagine in Aleksandrije, je povzročilo zmanjšanje trgovine v mestu. Kirena je s pristaniščem Apollonije (Marsa Susa) ostala pomembno mestno središče do potresa leta 262, ki je poškodoval svetišče Demetre in Perzefone v Kireni. Po katastrofi je cesar Klavdij II. Got obnovil Kirenijo in jo preimenoval v  Claudiopolis, vendar je bila obnova slaba. Naravne katastrofe in močan gospodarski upad so narekovali njegovo smrt, leta 365 pa je še en posebej uničujoč potres uničil že tako majhno upanje na okrevanje. Ammian Marcellin ga je v 4. stoletju opisal kot zapuščeno mesto, Sinesij, domačin iz Kirene, pa ga je v naslednjem stoletju opisal kot ogromno razvalino prepuščeno na milost in nemilost nomadom. Konec koncev je mesto leta 643 padlo pod Arabce, do takrat pa je ostalo le malo od razkošnih rimskih mest severne Afrike; ruševine Kirene so v bližini sodobne vasi Šahhat.

## Filozofija
Kirena je s pomočjo priznanih filozofov in matematikov prispevala k intelektualnemu življenju Grkov. Filozofija je cvetela na planoti Cirenajka, Kirenska šola, znani kot Kirenaika se je razvila tu, mala Sokratova šola, ki jo je ustanovil Aristip (morda prijatelj Sokrata, čeprav po nekaterih navedbah vnuk Aristipa z istim imenom). Kirena je bila rojstni kraj Eratostena, ki je pozneje odšel v Aleksandrijo. Kipi filozofov, pesnikov in Devetih muz ter doprsni kip Demostena so bili najdeni v Kireni.
Med njimi so bili Aristipova naslednica in hči Arete, Kalimah, Karnead, Ptolemaj iz Kirene in Sinesij, ptolemajski škof v 4. stoletju.

## Kirena v Bibliji
Kirena se sklicuje na devterokanonične knjige, 2. knjiga Makabejcev. Avtor te knjige pravi, da je skrajšani del pet zvezkov heleniziranega Juda po imenu Jason iz Kirene, ki je živel okoli leta 100 pr. n. št.
V Novi zavezi je tudi omenjena Kirena. Kirenčan po imenu Simon je nosil Kristusov križ (Mr 15,21 in vzporednice). Glej tudi Dela 2:10, kjer so Judje iz Kirene slišali, da so učenci na dan binkošti v Jeruzalemu govorili v svojem jeziku; Mr 6,9 kjer so nekateri kirenski Judje prerekali z učencem po imenu Stefen; Mr 11,20 pripoveduje o judovskih kristjanih, ki izvirajo iz Kirene, ki so (skupaj z verniki s Cipra) prvi pridigali evangelij ne-Judom; Mr 13,1 imenuje Lucija iz Kirene kot enega izmed mnogih, o katerih je govoril Sveti Duh in jim naročil, naj imenujejo Barnabo in Savla (poznejšega Pavla) za misijonsko službo.

## Danes
Kirena je zdaj arheološko najdišče v bližini vasi Šahhat. Ena izmed njegovih pomembnejših značilnosti je Apolonov tempelj, ki je bil prvotno zgrajen že v 7. stoletju pr. n. št.. Druge starodavne zgradbe so tempelj Demetre in delno neizkopani Zevsov tempelj. Med Kireno in njenim starodavnim pristaniščem Apolonio je približno 10 km dolga nekropola. Od leta 1982 je na seznamu Unescove svetovne dediščine. 
Leta 2005 so v Kireni italijanski arheologi z univerze v Urbinu odkrili 76 nepoškodovanih rimskih kipov iz 2. stoletja. Kipi tako dolgo niso bili odkriti, ker je »med potresom leta 375, ob podporni steni templja na njegovo stran padel podporni zid, ki je pokopal vse kipe. Pod kamnom, ruševinami in zemljo so ostali skriti 1630 let. Drugi zidovi so zaklonili kipe, tako da smo lahko sestavili vse delce.
Sklad za globalno dediščino od leta 2006 v sodelovanju z drugo neapeljsko univerzo (SUN, Italija), libijskim oddelkom za antiko in libijskim ministrstvom za kulturo deluje na ohranjanju starodavnega najdišča s kombinacijo celostnih praks ohranjanja in usposabljanje lokalne kvalificirane in nekvalificirane delovne sile. Skupina, ki jo vodi GHF, poleg tega, da sproži ohranitev nujnih primerov, razvija celovit načrt upravljanja glavnega mesta.
Leta 2007 je sin Muammarja Gadafija načrtoval varovanje arheoloških najdišč v Libiji in preprečil prevelik razvoj sredozemskih obalnih linij. 
Maja 2011 so ukradli številne predmete, izkopane iz Kirene leta 1917 in so bile shranjene v trezorju Nacionalne komercialne banke v Bengaziju. Plenilci so skozi predor vdrli v trezor in vlomili v dva sefa, ki sta vsebovala artefakte, ki so bili del tako imenovanega Bengazijskega zaklada. Kje so ti predmeti trenutno ni znano.
Leta 2017 je UNESCO na svoj seznam ogrožene svetovne dediščine dodal Kireno.

## Pomembni prebivalci
- Aristip (c. 435 - c. 356 pr. n. št.), filozof in ustanovitelj Kirenske šole.
- Kalimah (310/305 - 240 pr. n. št.), pesnik, kritik in učenjak v Aleksandrijski knjižnici
- Eratosten (276 - 194 pr. n. št.), matematik, geograf, astronom; knjižničar v Aleksandrijski knjižnici.
- Eugamon (fl. 6. stoletja pr. n. št.), epski pesnik
- Lacid (3. stoletje pr. n. št.), filozof
- Teodor (približno 5. stoletje pr. n. št.), matematik

## Galerija
- Zevsov tempelj
- Zevsov tempelj
- Apolonov tempelj
- Apolonov tempelj
- Agora spomenik zmage